# Relation (Mathematik)
Eine Relation (lateinisch relatio „Beziehung“, „Verhältnis“) ist allgemein eine Beziehung, die zwischen Dingen bestehen kann. Bei Relationen im Sinne der Mathematik ist stets klar, ob sie bestehen oder nicht, sodass Objekte nicht „bis zu einem gewissen Grade“ in einer Relation zueinander stehen. Damit ist eine einfache mengentheoretische Definition des Begriffs möglich: Eine Relation {\displaystyle R} ist eine Menge von {\displaystyle n}-Tupeln. In der Relation {\displaystyle R} zueinander stehende Dinge bilden {\displaystyle n}-Tupel, die Element von {\displaystyle R} sind.
Wird nicht ausdrücklich etwas anderes angegeben, versteht man unter einer Relation gemeinhin eine zweistellige oder binäre Relation. Bei einer solchen Beziehung bilden dann jeweils zwei Elemente {\displaystyle a} und {\displaystyle b} ein geordnetes Paar {\displaystyle (a,b).} Stammen dabei {\displaystyle a} und {\displaystyle b} aus verschiedenen Grundmengen {\displaystyle A} und {\displaystyle B}, so heißt die Relation heterogen oder „Relation zwischen den Mengen {\displaystyle A} und {\displaystyle B}.“ Stimmen die Grundmengen überein ({\displaystyle A=B}), dann heißt die Relation homogen oder „Relation in bzw. auf der Menge {\displaystyle A}.“
Wichtige Spezialfälle, zum Beispiel Äquivalenzrelationen und Ordnungsrelationen, sind Relationen auf einer Menge.
Heute beschränken manche Autoren den Begriff Relation nicht unbedingt auf Mengen, sondern lassen jede aus geordneten Paaren bestehende Klasse als Relation gelten.

## Definitionen

### Zweistellige Relation
Eine zweistellige Relation {\displaystyle R} (auch binäre Relation genannt) zwischen zwei Mengen {\displaystyle A} und {\displaystyle B} ist eine Teilmenge des kartesischen Produkts {\displaystyle A\times B=\{(a,b)\mid a\in A,b\in B\}\colon }
{\displaystyle R\subseteq A\times B}.
Die Menge {\displaystyle A} wird als Quellmenge der Relation {\displaystyle R} bezeichnet, die Menge {\displaystyle B} als Zielmenge. Gilt {\displaystyle (a,b)\in R} für zwei Elemente {\displaystyle a\in A} und {\displaystyle b\in B}, so schreibt man auch kurz {\displaystyle a\,R\,b} und sagt: „{\displaystyle a} steht in Relation zu {\displaystyle b}.“
Manchmal ist diese Definition jedoch nicht präzise genug und man bezieht die Quell- und Zielmenge in die Definition mit ein, obige Teilmenge wird dann der Graph {\displaystyle G_{R}} der Relation genannt. Eine zweistellige Relation {\displaystyle R} ist dann definiert als Tripel
{\displaystyle R=(G_{R},A,B)} mit {\displaystyle G_{R}\equiv \operatorname {Graph} (R)\subseteq A\times B}.
Die Kenntnis von Quelle und Zielmenge ist insbesondere dann von Bedeutung, wenn man Funktionen als spezielle (sogenannte funktionale) Relationen betrachtet.
Als Urbild-, Argument- oder Definitions- oder Vorbereich einer gegebenen zweistelligen Relation {\displaystyle R} wird der kleinstmögliche Vorbereich zum Graphen {\displaystyle G_{R}} verstanden, dessen Elemente alle in den geordneten Paaren von {\displaystyle R} tatsächlich auf der linken Seite auftreten, in Zeichen
{\displaystyle Db(R)\equiv {\mathfrak {D}}(R):=\{a\mid \exists b\colon (a,b)\in G_{R}\}\subseteq A}.
Der Wertevorrat, Werte- oder Bild- oder Nachbereich bezeichnet in diesem Sinne den kleinsten Nachbereich zu {\displaystyle G_{R}} bei gegebenem {\displaystyle R}, dessen Elemente also alle in den Paaren von {\displaystyle R} auf der rechten Seite auftreten, in Zeichen
{\displaystyle Wb(R)\equiv {\mathfrak {B}}(R):=\{b\mid \exists a\colon (a,b)\in G_{R}\}\subseteq B}.
Gelegentlich wird für die Vereinigungsmenge die Bezeichnung Feld (oder  Knotenmenge) benutzt, in Zeichen
{\displaystyle Fd(R)\equiv {\mathfrak {F}}(R):=Db(R)\cup Wb(R)=\{x\mid \exists x'\colon (x,x')\in G_{R}\lor (x',x)\in R\}\subseteq A\cup B}.
Darüber hinaus finden sich folgende Bezeichnungen:
- Domäne {\displaystyle \operatorname {dom} R} entweder für die (im Prinzip beliebig große) Quellmenge oder für die (durch den Graphen festgelegte) Urbildmenge (Definitionsbereich),
- Co-Domäne {\displaystyle \operatorname {cod} R,\operatorname {ran} R} entweder für die Zielmenge oder für die Bildmenge,[15]
- Knotenmenge ({\displaystyle \operatorname {ver} R}) für das Feld[1] einer Relation.

Stimmen zwei Relationen in ihren Graphen überein, so sagt man auch, sie seien im Wesentlichen gleich.
Beispiel: Jede Relation {\displaystyle R=(G_{R},A,B)} ist im Wesentlichen gleich mit {\displaystyle (G_{R},Db(R),Wb(R))} und mit der homogenen Relation {\displaystyle (G_{R},Fd(R),Fd(R))}.

### n-stellige Relation
Allgemeiner ist eine {\displaystyle n}-stellige Relation {\displaystyle R} eine Teilmenge des kartesischen Produkts von {\displaystyle n} Mengen {\displaystyle A_{1},\dotsc ,A_{n}}:
{\displaystyle R\subseteq A_{1}\times \dotsb \times A_{n}} mit {\displaystyle A_{1}\times \dotsb \times A_{n}=\{(a_{1},\dotsc ,a_{n})\mid a_{1}\in A_{1},\dotsc ,a_{n}\in A_{n}\}}.
Dabei bezeichnet {\displaystyle A=(A_{i})_{i\in \{1,\dots n\}}} die endliche Folge der Mengen, und {\displaystyle \textstyle \prod A=\textstyle \prod _{i=1}^{n}A_{i}} das kartesische Produkt.
Die ausführlichere Definition lässt sich auch auf {\displaystyle n}-stellige Relationen verallgemeinern und man erhält dann das {\displaystyle (n+1)}-Tupel
{\displaystyle R=(G_{R},A_{1},\dotsc ,A_{n})=(G_{R},A)} mit {\displaystyle G_{R}\equiv \operatorname {Graph} (R)\subseteq A_{1}\times \dotsb \times A_{n}=\textstyle \prod A}.
Die Mengen {\displaystyle A_{1},\dotsc ,A_{i},\dotsc ,A_{n}} heißen Trägermengen der Relation mit den minimalen Trägermengen zum Graphen {\displaystyle G_{R}}, nämlich
{\displaystyle Tr_{i}(R)\equiv {\mathfrak {T}}_{i}(R):=\{a_{i}\mid \exists a_{1},\dotsc ,a_{i-1},a_{i+1},\dotsc ,a_{n}\colon (a_{1},\dotsc ,a_{i-1},a_{i},a_{i+1},\dotsc ,a_{n})\in G_{R}\}}.
Das Feld einer {\displaystyle n}-stelligen Relation ist gegeben durch
{\displaystyle Fd(R)\equiv {\mathfrak {F}}(R):=\textstyle \bigcup \{Tr_{i}(R)\mid 1\leq i\leq n\}\subseteq \textstyle \bigcup A}.
Wesentliche Gleichheit ist analog definiert wie für zweistellige Relationen durch Übereinstimmung der Graphen, insbesondere ist jede {\displaystyle n}-stellige Relation {\displaystyle R=(G_{R},A_{1},\dotsc ,A_{n})} im Wesentlichen gleich mit {\displaystyle (G_{R},Tr_{1}(R),\dotsc ,Tr_{n}(R))} und mit der homogenen Relation {\displaystyle (G_{R},\underbrace {Fd(R),\dotsc ,Fd(R)} _{n{\text{-mal}}})}.
Einstellige und nullstellige Relation
Eine einstellige Relation auf einer Menge {\displaystyle A} ist somit einfach eine Teilmenge {\displaystyle R\subseteq A}, in der ausführlichen Definition {\displaystyle R=(G_{R},A)} mit {\displaystyle G_{R}\subseteq A}.
Die nullstelligen Relationen sind demnach die Teilmengen des leeren kartesischen Produkts {\displaystyle \textstyle \prod _{i=1}^{0}A_{i}=\{\emptyset \}} bzw. {\displaystyle A^{0}=\{\emptyset \}}, also {\displaystyle \emptyset } und {\displaystyle \{\emptyset \}}, ausführlich {\displaystyle (\emptyset ,\{\emptyset \})} und {\displaystyle (\{\emptyset \},\{\emptyset \})}.

### Relationen zwischen oder auf echten Klassen
Häufig sind die Trägerbereiche {\displaystyle A_{i}} einer Relation keine Mengen, sondern echte Klassen, man spricht dann von Klassenrelationen. Gelegentlich kann man mengentheoretische Probleme, die sich daraus ergeben, vermeiden, indem man nur noch den Graph der entsprechenden Relation betrachtet. Die (minimalen) Trägermengen ({\displaystyle Tr_{i}(R)}, im zweistelligen Fall Definitions- und Wertemenge {\displaystyle Db(R),Wb(R)}) sind tatsächlich Mengen, aber es ist nicht nötig, sich von vornherein auf Quellmenge, Zielmenge, … ({\displaystyle A,B,A_{i},\dotsc }) festzulegen, wenn die Relationen im Wesentlichen gleich sind. Nicht immer ist das möglich, beispielsweise für die Äquivalenzrelation der Gleichmächtigkeit, siehe auch: Kardinalzahlen §Definition. Gleichheit von Relationen im Wesentlichen ist ein weiteres Beispiel.
Eine zweistellige Klassenrelation {\displaystyle R} mit Quellklasse {\displaystyle A} und Zielklasse {\displaystyle B} heißt vorgängerklein,
wenn für alle {\displaystyle b\in B} die Klasse der Vorgänger {\displaystyle \{a\in A\mid aRb\}} (Urbildfaser von {\displaystyle b}, s. u.) eine Menge (d. h. keine echte Klasse) ist.
Die Relation heißt englisch right-narrow (deutsch in etwa nachfolgerklein),
wenn für alle {\displaystyle a\in A} die Klasse der Nachfolger {\displaystyle \{b\in B\mid aRb\}} (Bildfaser von {\displaystyle a}) eine Menge ist. Im Fall der Rechtseindeutigkeit (partielle Abbildungen, Abbildungen, s. u.) ist eine Klassenrelation stets klein, da es zu jedem Urbild (genau oder höchstens) einen Bildwert gibt, die Klasse der Nachfolger also eine Einermenge (oder die Leermenge) ist. Jede injektive Klassenabbildung ist beides, klein und vorgängerklein. Die Enthaltenseinsrelation {\displaystyle \in } ist für jede Klasse {\displaystyle B} vorgängerklein, da die {\displaystyle b\in B} keine echten Klassen sein können, sondern Mengen sind und damit {\displaystyle \{a\in A\mid a\in b\}\subseteq b} ebenfalls eine Menge ist. Die Begriffe Vorgänger und Nachfolger selbst werden üblicherweise im Kontext von Ordnungsrelationen verwendet, siehe Ordnungsrelation §Vorgänger und Nachfolger.

## Erläuterungen und Schreibweisen
Das kartesische Produkt zweier Mengen {\displaystyle A} und {\displaystyle B} ist die Menge aller geordneten Paare von {\displaystyle (a,b),} wobei {\displaystyle a} irgendein Element aus der Menge {\displaystyle A} und {\displaystyle b} eines aus {\displaystyle B} darstellt. Bei dem geordneten Paar ist die Reihenfolge wichtig, d. h., {\displaystyle (a,b)} unterscheidet sich von {\displaystyle (b,a),} im Gegensatz zum ungeordneten Paar {\displaystyle \{a,b\},} das identisch ist mit {\displaystyle \{b,a\}.} Für {\displaystyle (a,b)\in R} schreibt man auch {\displaystyle a\;R\;b,}, um zu verdeutlichen, dass jene Beziehung zwischen den Objekten besteht (wie in {\displaystyle a>b}).
Die Leermenge als Teilmenge des kartesischen Mengenprodukts als Relation aufgefasst heißt Nullrelation {\displaystyle \mathrm {O} :=\emptyset =\{\}},
das volle Produkt heißt Allrelation (auch Universalrelation) {\displaystyle \mathrm {U} } (auch als {\displaystyle \nabla } bezeichnet).

### Relationen und Funktionen
- Eine Funktion {\displaystyle f\colon A\to B} ist eine spezielle, nämlich eine linkstotale und rechtseindeutige (zweistellige) Relation, Näheres siehe unten.
- Eine Multifunktion {\displaystyle f\colon X\multimap Y} ist eine linkstotale Relation {\displaystyle f\subseteq A\times B}.
- Eine partielle Funktion {\displaystyle f\colon X\rightharpoonup Y} ist eine (im Allgemeinen nicht linkstotale) rechtseindeutige Relation {\displaystyle f\subseteq A\times B}.

In allen Fällen ist {\displaystyle f\subseteq A\times B} (beziehungsweise {\displaystyle G_{f}\subseteq A\times B,} wenn die ausführliche Definition zugrunde gelegt wird).
Für Funktionen und Multifunktionen gilt:
Bei der ausführlicheren Definition {\displaystyle f=(G_{f},A,B)} kann, weil {\displaystyle A} durch {\displaystyle G_{f}} eindeutig bestimmt ist (linkstotal), auch {\displaystyle A} weggelassen und einfacher {\displaystyle f=(G_{f},B)} genommen werden.
Für Funktionen und partielle Funktionen gilt:
Für {\displaystyle (a,b)\in f} bzw. {\displaystyle (a,b)\in G_{f}} wird auch {\displaystyle f\colon a\mapsto b} (englisch: maplet) oder {\displaystyle f(a)=b} geschrieben.
Allgemein gilt:
1. Die nullstelligen Relationen {\displaystyle \mathrm {O} =\emptyset } (als nullstellige Nullrelation) und {\displaystyle \mathrm {U} =\{\emptyset \}} (als nullstellige Vollrelation) haben als charakteristische Funktionen die booleschen oder logischen Konstanten {\displaystyle {\mathsf {falsch}}} und {\displaystyle {\mathsf {wahr}}}, wie immer für Nullrelation und Allrelation.[23]
2. Der Fall einstelliger Relationen ist trivial.
3. Eine Relation {\displaystyle R\subseteq A\times B} (bzw. {\displaystyle R=(G_{R},A,B)}) entspricht auf eindeutige Weise einer Wahrheitsfunktion {\displaystyle \chi _{R}\colon A\times B\to \{{\mathsf {wahr}},{\mathsf {falsch}}\}}. Diese Funktion ist auch als Indikatorfunktion oder charakteristische Funktion der Teilmenge {\displaystyle R\subseteq A\times B} (bzw. {\displaystyle G_{R}\subseteq A\times B}) bekannt, wobei {\displaystyle \{{\mathsf {wahr}},{\mathsf {falsch}}\}} durch {\displaystyle \{1,0\}} ersetzbar ist.
4. Eine {\displaystyle n}-stellige Relation {\displaystyle R\subseteq A_{1}\times \dotsb \times A_{n}} (bzw. {\displaystyle R=(G_{R},A_{1},\dotsc ,A_{n})}) entspricht der charakteristischen Funktion {\displaystyle \chi _{R}\colon A_{1}\times \dotsb \times A_{n}\to \{{\mathsf {wahr}},{\mathsf {falsch}}\}.}

Es gilt:
- {\displaystyle n=0\colon \chi _{\emptyset }\Leftrightarrow {\mathsf {falsch}},\chi _{\{\emptyset \}}\Leftrightarrow {\mathsf {wahr}}}.

{\displaystyle n=1\colon \chi _{R}(a)\Leftrightarrow a\in R}.
{\displaystyle n=2\colon \chi _{R}(a,b)\Leftrightarrow aRb\Leftrightarrow (a,b)\in R}.
{\displaystyle n>2\colon \chi _{R}(a_{1},\dotsc ,a_{n})\Leftrightarrow (a_{1},\dotsc ,a_{n})\in R}.
- Eine Relation {\displaystyle R\subseteq A\times B} lässt sich auch als eine Abbildung {\displaystyle \kappa _{R}} von {\displaystyle A} in die Potenzmenge von {\displaystyle B} auffassen, {\displaystyle \kappa _{R}\colon A\to {\mathcal {P}}(B),\;a\mapsto \{b\in B\mid (a,b)\in R\},} man spricht dann oft von einer Korrespondenz und für {\displaystyle B=A} von einer Transitionsrelation.

### Verkettung von Relationen
Für zwei Relationen {\displaystyle R\subseteq A\times B} und {\displaystyle S\subseteq B\times C} ist die Verkettung oder Nacheinanderausführung {\displaystyle S\circ R} (auch als {\displaystyle S|R} geschrieben, lies „S nach R“) definiert als
{\displaystyle S\circ R=\{(a,c)\in A\times C\mid \exists b\in B\colon (a,b)\in R\land (b,c)\in S\}}.
Die Verkettung zweier Relationen ist selbst eine Relation und wird auch als relatives Produkt bezeichnet.
Beispiel: Die Relation „Schwägerin sein von“ ist die Vereinigungsmenge
- des relativen Produktes der Relation „Bruder sein von“ und der Relation „Ehefrau sein von“ und
- des relativen Produktes der Relation „Ehepartner(in) sein von“ und der Relation „Schwester sein von“.

### Umkehrrelation
Die Umkehrrelation (auch konverse Relation, Konverse oder inverse Relation genannt) ist für eine zweistellige Relation {\displaystyle R\subseteq A\times B} definiert als
{\displaystyle {\overset {\smallsmile }{R}}\equiv {}^{\smallsmile }{R}\equiv R^{\sim }\equiv R^{-1}:=\{(b,a)\in B\times A\mid (a,b)\in R\}}.
Gelegentlich findet sich hierfür auch die Bezeichnung transponierte Relation, in Zeichen {\displaystyle R^{T}}.
- Beispiel 1: Die Umkehrrelation der Relation „ist Nachkomme von“ ist die Relation „ist Vorfahre von“.
- Beispiel 2: Die Umkehrrelation der Relation „ist kleiner als“ ist die Relation „ist größer als“.
- Beispiel 3: Die Umkehrrelation der Relation „liefert an“ ist die Relation „wird beliefert von“.

Die Verallgemeinerung der Umkehrrelation (Konverse) auf {\displaystyle n}-stellige Relationen ist die Permutation der Koordinaten der in ihr enthaltenen {\displaystyle n}-Tupel, speziell
- die Vertauschungen von lediglich 2 Koordinaten (Transpositionen) und
- die Umkehrung der Reihenfolge (Spiegelung),

beides Beispiele (zyklischer) selbstinverser Permutationen.
Sei {\displaystyle \pi \colon \{1,2,\dotsc ,n\}\rightarrow \{1,2,\dotsc ,n\}} eine Permutation (d. h. eine bijektive Abbildung von {\displaystyle \{1,\dotsc ,n\}} auf sich selbst), und sei {\displaystyle R\subseteq (A_{i})_{i\in \{1,\dotsc ,n\}}} eine {\displaystyle n}-stellige Relation, dann ist {\displaystyle S:=\{a\circ \pi \mid a\in R\}} die nach Anwenden der Permutation {\displaystyle \pi } sich ergebende Relation (man verstehe {\displaystyle a=(a_{i})_{i\in \{1,\dotsc ,n\}}} als Familie). Im Fall der Spiegelung
{\displaystyle \pi =\sigma _{n}={\begin{pmatrix}1&2&\cdots &n\\n&n-1&\cdots &1\end{pmatrix}}}
ist {\displaystyle S=\{(a_{n},\dotsc ,a_{1})\mid (a_{1},\dotsc ,a_{n})\in R\}}.

### Bild und Urbild
Bei einer zweistelligen Relation {\displaystyle R\subseteq A\times B} bezeichnet man als das Bild einer Menge oder Klasse {\displaystyle X} die Menge bzw. Klasse
{\displaystyle R^{\to }(X)\equiv R\langle X\rangle :=\{y\mid \exists x\in X\colon (x,y)\in R\}}.
Das Urbild einer Menge oder Klasse {\displaystyle Y} ist die Menge bzw. Klasse
{\displaystyle R^{\leftarrow }(Y)\equiv {\overset {\smallsmile }{R}}\langle Y\rangle \equiv {}^{\smallsmile }{R}\langle Y\rangle \equiv R^{\sim }\langle Y\rangle \equiv R^{-1}\langle Y\rangle =\{x\mid \exists y\in Y\colon (x,y)\in R\}}.
Gelegentlich findet sich hierfür auch die Bezeichnung {\displaystyle R{\grave {}}{\grave {}}Y} (sic!),
oft auch mit eckigen Klammern als {\displaystyle R[Y]} notiert. Bei Korrespondenzen ist für die Bildfaser einer Einermenge (Singleton) {\displaystyle \{a\}} auch die Schreibweise {\displaystyle \kappa _{R}(a)=R\langle \{a\}\rangle } im Gebrauch, wofür teilweise ebenfalls die Notation mit eckigen Klammern verwendet wird, d. h. {\displaystyle R[a];} im Fall symmetrischer Relationen, d. h. (ggf. partieller) Äquivalenz- bzw. Verträglichkeitsrelationen, ist die Notation {\displaystyle [a]_{R}=R\langle \{a\}\rangle =R^{-1}\langle \{a\}\rangle } und man spricht von Äquivalenz- bzw. Verträglichkeits- oder Toleranzklassen.

### Einschränkung
Relationen lassen sich auf verschiedene Art und Weise auf Teilmengen der Trägermengen einschränken, Näheres siehe Einschränkung einer Relation.

### Komplementäre Relation
Für zweistellige Relationen {\displaystyle R\subseteq A\times B} bei festem Vor- und Nachbereich {\displaystyle A,B} ist die komplementäre Relation gegeben durch
{\displaystyle {\overline {R}}\equiv {}^{-}R=(A\times B)\setminus R=\{(x,y)\in A\times B\mid (x,y)\not \in R\}},
analog für {\displaystyle n}-stellige Relationen {\displaystyle R\subseteq A_{1}\times \dotsb \times A_{n}} bei festen Trägerbereichen {\displaystyle A=(A_{1},\dotsc ,A_{n})}. Auf den reellen Zahlen {\displaystyle \mathbb {R} } ist beispielsweise {\displaystyle \leq } die komplementäre Relation zu {\displaystyle >}.
Wird die komplexe Notation {\displaystyle R=(G_{R},A,B)} zugrunde gelegt, so ist
{\displaystyle {\overline {R}}\equiv {}^{-}R=((A\times B)\setminus G_{R},A,B)},
wobei {\displaystyle A,B} jetzt keine äußeren Zugaben mehr sind, sondern Bestandteile der Relation; analog für {\displaystyle n}-stellige Relationen in dieser Notation.
Wie für alle Mengen ist das Komplement auch für Relationen involutiv:
{\displaystyle {\overline {\overline {R}}}=R}

## Homogene Relationen
Ist {\displaystyle A=B}, also {\displaystyle R\subseteq A\times A}, dann nennt man die Relation homogen. Manche Autoren definieren eine allgemeine Relation bereits als homogene Relation, denn eine allgemeine Relation {\displaystyle R\subseteq A\times B} kann immer auch als Einschränkung einer homogenen betrachtet werden: {\displaystyle R\subseteq (A\cup B)\times (A\cup B)}.

### Spezielle homogene Relationen und Operationen auf homogenen Relationen
Eine spezielle homogene Relation in einer Menge {\displaystyle A} ist die Gleichheits- oder Identitätsrelation oder Diagonale
{\displaystyle \mathrm {I} _{A}:=\{(a,b)\in A\times A\mid a=b\}=\{(a,a)\mid a\in A\}.}
Alternative Notationen für die Diagonale sind {\displaystyle \Delta _{A}} oder {\displaystyle \mathrm {D} _{A}}; wenn {\displaystyle A} bereits bekannt ist, wird sie einfach mit {\displaystyle \mathrm {I} }, {\displaystyle \Delta } oder {\displaystyle \mathrm {D} } bezeichnet.
Eine weitere spezielle homogene Relation ist die Allrelation oder Universalrelation
{\displaystyle \mathrm {U} _{A}=A\times A} (auch mit Nabla als {\displaystyle \nabla _{A}} bezeichnet).
Wenn {\displaystyle A} bereits bekannt ist, wird wie bei der Identitätsrelation auch hier der Index weggelassen.
Die Allrelation spielt eine Rolle in der Graphentheorie (siehe unten). Ein Anwendungsbeispiel ist folgender Satz:
Ist {\displaystyle G=(E,K)} ein gerichteter Graph mit einer Menge {\displaystyle E} von Ecken und einer (assoziierten) Relation {\displaystyle K\subseteq E\times E} von Kanten, so ist {\displaystyle G} genau dann (stark) zusammenhängend, wenn die reflexiv-transitive Hülle von {\displaystyle K} die Universalrelation ist.
Die Bildung der Umkehrrelation (konversen Relation) einer homogenen zweistelligen Relation liefert wieder eine homogene zweistellige Relation (Abgeschlossenheit), zweimalige Ausführung ergibt wieder die Ausgangsrelation (Involutivität). Die Verknüpfung einer beliebigen (auch nicht-homogenen) Relation mit der dazu konversen Relation ist symmetrisch und reflexiv, also eine Äquivalenzrelation, aber im Allgemeinen nicht gleich der Identitätsrelation.
Im Fall einer homogenen Relation {\displaystyle R\subseteq A\times A} ist die Verkettung {\displaystyle R\circ R} ebenfalls eine homogene Relation, sodass die homogenen Relationen in {\displaystyle A} ein Monoid mit der multiplikativen Verknüpfung {\displaystyle \circ } und dem neutralen Element {\displaystyle \mathrm {I} _{A}} bilden. Somit kann {\displaystyle R^{2}:=R\circ R} und können allgemeiner Potenzen {\displaystyle R^{n}:=R\circ R^{n-1}} für {\displaystyle n\in \mathbb {N} } definiert werden, wobei {\displaystyle R^{0}:=\mathrm {I} _{A}} ist.
{\displaystyle \mathrm {I} _{A}} wird daher auch Einsrelation auf der Menge {\displaystyle A} genannt.
In Erweiterung der Notation {\displaystyle R^{-1}} anstelle von {\displaystyle {\overset {\smallsmile }{R}}} für die Umkehrrelation bezeichnet man deren Potenzen mit negativen Exponenten:
{\displaystyle R^{-n}:={\overset {\smallsmile }{R}}^{n}={\overset {\smallsmile }{R^{n}}}}.
Damit sind beliebige ganze Zahlen {\displaystyle n\in \mathbb {Z} } als Exponent zulässig.
Zudem besitzt jedes Monoid homogener Relationen mit der leeren Relation (Nullrelation)
{\displaystyle \mathrm {O} =\emptyset }
noch ein absorbierendes Element.
Durch Vereinigung der verschiedenen Potenzen entstehen die Relationen
{\displaystyle R^{*}:=\textstyle \bigcup _{n\in {\mathbb {N} _{0}}}R^{n}} und {\displaystyle R^{+}:=\textstyle \bigcup _{n\in {\mathbb {N} }}R^{n}}. 

### Algebraische Strukturen
Alles zusammengefasst, bilden die zweistelligen Relationen auf einer Menge {\displaystyle A} eine Relationsalgebra
{\displaystyle {\mathfrak {Re}}(A)=(2^{U_{A}},\cap ,\cup ,{}^{-},\mathrm {O} ,U_{A},\circ ,\mathrm {I} _{A},{}^{\smallsmile })}
Unter Verwendung der Notationen {\displaystyle U_{A}=A^{2}=A\times A,\;\;2^{U_{A}}=2^{A^{2}}={\mathcal {P}}(A\times A)}.
Zusammen mit den Beschränkungen bilden die homogenen Relationen eine (heterogene) Peirce-Algebra.

### Homogene mehrstellige Relationen
Homogene mehrstellige Relationen sind (mit ihrem Graphen) Teilmengen von {\displaystyle A^{n}}. Für festes {\displaystyle n} sind die Allrelation {\displaystyle \mathrm {U} _{A}} (auch {\displaystyle \nabla _{A}}) und die Identitätsrelation (Diagonale) {\displaystyle \mathrm {I} _{A}} (auch {\displaystyle \mathrm {D} _{A},\Delta _{A}}) gegeben durch
{\displaystyle \mathrm {U} _{A}=A^{n},\;\;\mathrm {I} _{A}=\{(a_{i})_{i\in \{1,\dotsc ,n\}}\in A^{n}\mid a_{1}=a_{2}=\dotsb =a_{n}\}}.
Die als Verallgemeinerung der Konversenbildung beschriebene Anwendung von Permutationen auf ihre {\displaystyle n}-Tupel sind hier von besonderer Bedeutung, da man auf diese Weise immer innerhalb der Teilmengen von {\displaystyle A^{n}} bleibt (Abgeschlossenheit). M. a. W. sind diese Operationen bijektive Abbildungen in {\displaystyle {\mathcal {P}}(A^{n})=2^{A^{n}}}. Auch weitere von zweistelligen Relationen bekannte Begriffe wie Reflexivität und Symmetrie etc. lassen sich in kanonischer (natürlicher) Weise auf beliebig mehrstellige Relationen ausdehnen.

### Graphentheorie und Verallgemeinerungen
Die Graphentheorie beschreibt Mengen mit einer Relation darauf zusammen mit gewissen Verallgemeinerungen unter einem gemeinsamen Oberbegriff, dem Graphen. Die in der Graphentheorie betrachteten Fälle sind (wenn nicht anders angegeben) üblicherweise endlich (finit).
1. Eine relationale Struktur {\displaystyle G} bestehend aus einer Menge {\displaystyle M} zusammen mit einer Relation {\displaystyle R} darauf wird als gerichteter (auch orientierter) Graph {\displaystyle G=(M,R)} bezeichnet. {\displaystyle M=V(G)} wird Knotenmenge des Graphen genannt, ihre Elemente heißen Knoten. {\displaystyle E(G)=R} wird als Teilmenge von {\displaystyle M\times M} als Kantenmenge bezeichnet, ihre Elemente (geordnete Paare aus {\displaystyle M}) heißen gerichtete (d. h. orientierte) Kanten.
2. Symmetrische Graphen {\displaystyle G=(M,R)}, d. h. Mengen {\displaystyle M} mit einer symmetrischen Relation {\displaystyle R}, sind äquivalent einem ungerichteten Graphen {\displaystyle G':=(M,\{\{a,b\}\mid a\;R\;b\})}, dessen Kantenmenge {\displaystyle E(G')} aus (ungerichteten) Kanten, nämlich den (ungeordnete) Mengen {\displaystyle \{a,b\}} mit {\displaystyle a\ R\ b} (hier äquivalent zu {\displaystyle b\ R\ a}) besteht.
3. Weitere Verallgemeinerungen betreffen sogenannte gerichtete Graphen mit zusammengefassten Mehrfachkanten, bei denen jede Kante eine natürliche Zahl als Multiplizität hat. Die Kanten solcher Graphen können durch eine Multimenge {\displaystyle {\boldsymbol {M}}} dargestellt werden: eine Abbildung {\displaystyle {\boldsymbol {M}}=(M,f)} mit einer Menge {\displaystyle M=supp({\boldsymbol {M}})} und einer Abbildung {\displaystyle f\colon \;M\to \mathbb {N} }, die jedem Knoten {\displaystyle v\in M} eine Farbe genannte positive Zahl {\displaystyle f(v)} zuordnet. Ähnlich sind Graphen mit gefärbte Knoten und/oder Kanten.
4. Von gewichteten Knoten und/oder Kanten: Von Gewichten anstelle von Farben spricht man, wenn die Abbildung {\displaystyle f} reellwertig ist. Bei {\displaystyle f\colon \;M\to [0,1]} gewichteten Knoten entspricht dies einer Fuzzymenge {\displaystyle {\boldsymbol {M}}=(M,f)}, bei {\displaystyle f\colon \;M\to R^{+}} ist {\displaystyle {\boldsymbol {M}}=(M,f)} ein real valued multiset.
Entsprechendes gilt für gewichtete Kanten. Für orientierte Graphen bedeutet dies insbesondere, dass die Kantenmenge (eine Relation, d. h. Menge geordneter Knotenpaare) in einer Erweiterung des Relationsbegriffs zu einer Multimenge oder Fuzzymenge wird.

## Beispiele

Alle möglichen geordneten Paare {\displaystyle (u,v)} mit {\displaystyle u\in A:=\{a,b,c\}} und {\displaystyle v\in B:=\{x,y,z\}} sowie eine zwischen {\displaystyle A} und {\displaystyle B} definierte Relation {\displaystyle R.}
Beispiel einer Relation „Eine Person x studiert das Fach y“.
Beispiel einer Relation „Person x liebt Person y“. Diese zweistellige Relation wird über eine Menge von geordneten Paaren modelliert.
Die einstellige Relation „Person x ist weiblich“ wird als Teilmenge der Grundmenge modelliert.
Die dreistellige Relation „Person x lernt das Fach y beim Lehrer z“ wird über eine Menge von 3-Tupeln realisiert.

## Eigenschaften zweistelliger Relationen

### Allgemeine Relationen
Die folgenden Relationen sind für Funktionen (dargestellt als spezielle Relationen) wichtig. Im Allgemeinen besteht hier die Relation {\displaystyle R\subseteq A\times B} zwischen zwei verschiedenen Mengen {\displaystyle A,B,} der Fall {\displaystyle A=B} ist natürlich auch möglich.
| Die Relation {\displaystyle R} heißt     | genau dann, wenn (Prädikatenlogik) | oder gleichwertig (Mengenschreibweise)                  | und das bedeutet:                                                                      |
| ---------------------------------------- | --- | ------------------------------------------------------- | -------------------------------------------------------------------------------------- |
| linkstotal bzw. definal (Multifunktion)  | {\displaystyle \forall a\in A\;\exists b\in {B}\colon \;(a,b)\in R}                                                                        | {\displaystyle \mathrm {I} _{A}\subseteq R^{-1}\circ R} | Jedes Element aus {\displaystyle A} hat mindestens einen Partner in {\displaystyle B.} |
| rechtstotal bzw. surjektiv               | {\displaystyle \forall b\in B\;\exists a\in A\colon \;(a,b)\in R}                                                                          | {\displaystyle \mathrm {I} _{B}\subseteq R\circ R^{-1}} | Jedes Element aus {\displaystyle B} hat mindestens einen Partner in {\displaystyle A.} |
| linkseindeutig bzw. injektiv             | {\displaystyle {\begin{aligned}&\forall b\in B\;\forall a,c\in A\colon \\&(a,b)\in R\,\land \,(c,b)\in R\;\Rightarrow \;a=c\end{aligned}}} | {\displaystyle R^{-1}\circ R\subseteq \mathrm {I} _{A}} | Jedes Element aus {\displaystyle B} hat höchstens einen Partner in {\displaystyle A.}  |
| (rechts-) eindeutig (partielle Funktion) | {\displaystyle {\begin{aligned}&\forall a\in A\;\forall b,d\in B\colon \\&(a,b)\in R\,\land \,(a,d)\in R\;\Rightarrow \;b=d\end{aligned}}} | {\displaystyle R\circ R^{-1}\subseteq \mathrm {I} _{B}} | Jedes Element aus {\displaystyle A} hat höchstens einen Partner in {\displaystyle B.}  |

| Die Relation {\displaystyle R} heißt | genau dann, wenn (Prädikatenlogik) | oder gleichwertig (Mengenschreibweise)                                                                                                   | und das bedeutet:                                                                                    |
| ------------------------------------ | --- | --- | --- |
| bitotal                              | {\displaystyle {\begin{aligned}&(\forall a\in A\;\exists b\in B\colon \;(a,b)\in R)\\\land \;&(\forall b\in B\;\exists a\in A\colon \;(a,b)\in R)\end{aligned}}}                                  | {\displaystyle {\begin{aligned}&\mathrm {I} _{A}\subseteq R^{-1}\circ R\\\land \;&\mathrm {I} _{B}\subseteq R\circ R^{-1}\end{aligned}}} | Jedes Element aus {\displaystyle A} hat mindestens einen Partner in {\displaystyle B} und umgekehrt. |
| eineindeutig                         | {\displaystyle {\begin{aligned}&\forall b,d\in B\;\forall a,c\in A\colon \\&(a,b)\in R\,\land \,(c,b)\in R\;\Rightarrow \;a=c,\\&(a,b)\in R\,\land \,(a,d)\in R\;\Rightarrow \;b=d\end{aligned}}} | {\displaystyle {\begin{aligned}&R^{-1}\circ R\subseteq \mathrm {I} _{A}\\\land \;&R\circ R^{-1}\subseteq \mathrm {I} _{B}\end{aligned}}} | Jedes Element aus {\displaystyle B} hat höchstens einen Partner in {\displaystyle A} und umgekehrt.  |
| bijektiv                             | {\displaystyle \forall b\in B\;\exists !a\in A\colon \;(a,b)\in R} | {\displaystyle {\begin{aligned}&\mathrm {I} _{B}\subseteq R\circ R^{-1}\\\land \;&R^{-1}\circ R\subseteq \mathrm {I} _{A}\end{aligned}}} | Jedes Element aus {\displaystyle B} hat genau einen Partner in {\displaystyle A.}                    |
| Abbildung bzw. Funktion              | {\displaystyle \forall a\in A\;\exists !b\in B\colon \;(a,b)\in R} | {\displaystyle {\begin{aligned}&\mathrm {I} _{A}\subseteq R^{-1}\circ R\\\land \;&R\circ R^{-1}\subseteq \mathrm {I} _{B}\end{aligned}}} | Jedes Element aus {\displaystyle A} hat genau einen Partner in {\displaystyle B.}                    |

### Funktionen

#### Übersicht über Funktionseigenschaften bei Relationen
Eine Relation ist also genau dann eine (totale) Funktion, wenn sie linkstotal und rechtseindeutig ist. Das heißt, dass jedes Element in A genau einen Partner in B hat. Die Eigenschaften surjektiv, injektiv und bijektiv werden in der Regel für Funktionen gebraucht und spezifizieren bestimmte zusätzliche Eigenschaften. Z. B. ist eine Funktion (und auch eine beliebige Relation) {\displaystyle R} genau dann bijektiv, wenn sie surjektiv und injektiv ist, also wenn ihre Umkehrrelation {\displaystyle R^{-1}} eine Funktion ist.
| Die Relation {\displaystyle R} heißt | genau dann, wenn sie eine | ist oder gleichwertig (Mengenschreibweise)                                                                                      | und das bedeutet: |
| ------------------------------------ | ------------------------- | --- | --- |
| Surjektion                           | surjektive Funktion       | {\displaystyle {\begin{aligned}&\mathrm {I} _{A}\subseteq R^{-1}\circ R\\\land \;&R\circ R^{-1}=\mathrm {I} _{B}\end{aligned}}} | Jedes Element aus {\displaystyle A} hat genau einen Partner in {\displaystyle B} und jedes Element aus {\displaystyle B} hat mindestens einen Partner in {\displaystyle A.} |
| Injektion                            | injektive Funktion        | {\displaystyle {\begin{aligned}&\mathrm {I} _{A}=R^{-1}\circ R\\\land \;&R\circ R^{-1}\subseteq \mathrm {I} _{B}\end{aligned}}} | Jedes Element aus {\displaystyle A} hat genau einen Partner in {\displaystyle B} und jedes Element aus {\displaystyle B} hat höchstens einen Partner in {\displaystyle A.}  |
| Bijektion                            | bijektive Funktion        | {\displaystyle {\begin{aligned}&\mathrm {I} _{A}=R^{-1}\circ R\\\land \;&R\circ R^{-1}=\mathrm {I} _{B}\end{aligned}}}          | Jedes Element aus {\displaystyle A} hat genau einen Partner in {\displaystyle B} und umgekehrt.                                                                             |

#### Umkehrfunktion
Eine Abbildung bzw. Funktion nennt man auch
- umkehrbar eindeutig oder umkehrbar, falls sie bijektiv ist.

Eine Funktion ist als Relation immer umkehrbar, als Funktion ist sie dagegen genau dann umkehrbar, wenn ihre Umkehrrelation auch wieder eine Funktion ist, also wenn es eine Umkehrfunktion von ihr gibt.

### Homogene Relationen
Die in den folgenden Tabellen gegebenen Beispiele beziehen sich bei Verwendung von Gleichheitszeichen „=“, Kleinerzeichen „<“ und Kleinergleich-Zeichen „≤“ auf die gewöhnliche Anordnung reeller Zahlen.
| Die Relation {\displaystyle R} heißt | genau dann, wenn (Prädikatenlogik) | oder gleichwertig (Mengenschreibweise)      | und das bedeutet: |
| ------------------------------------ | --- | ------------------------------------------- | --- |
| rechtskomparativ bzw. drittengleich  | {\displaystyle {\begin{aligned}&\forall a,b,c\in A\colon \\&(a,c)\in R\,\land \,(b,c)\in R\\&\Rightarrow \;(a,b)\in R\end{aligned}}}      | {\displaystyle R^{-1}\circ R\subseteq R}    | Stehen zwei Elemente jeweils zu einem gleichen dritten Element in Relation, dann stehen auch sie zueinander in Relation. Z. B. gilt mit {\displaystyle a=c} und {\displaystyle b=c} stets {\displaystyle a=b.} |
| linkskomparativ bzw. euklidisch      | {\displaystyle {\begin{aligned}&\forall a,b,c\in A\colon \\&(a,b)\in R\,\land \,(a,c)\in R\\&\Rightarrow \;(b,c)\in R\end{aligned}}}      | {\displaystyle R\circ R^{-1}\subseteq R}    | Steht ein erstes Element jeweils zu einem zweiten und zu einem dritten Element in Relation, so stehen auch diese zueinander in Relation. Z. B. gilt mit {\displaystyle a=b} und {\displaystyle a=c} stets ebenso {\displaystyle b=c.} |
| transitiv                            | {\displaystyle {\begin{aligned}&\forall a,b,c\in A\colon \\&(a,b)\in R\,\land \,(b,c)\in R\\&\Rightarrow \;(a,c)\in R\end{aligned}}}      | {\displaystyle R\circ R\subseteq R}         | Steht ein erstes Element zu einem zweiten Element und dieses wiederum zu einem dritten Element in Relation, so steht auch das erste Element zum dritten Element in Relation. Z. B. folgt aus {\displaystyle a<b} und {\displaystyle b<c} stets {\displaystyle a<c.} |
| intransitiv                          | {\displaystyle {\begin{aligned}&\forall a,b,c\in A\colon \\&(a,b)\in R\,\land \,(b,c)\in R\\&\Rightarrow \;(a,c)\notin R\\\end{aligned}}} | {\displaystyle (R\circ R)\cap R=\emptyset } | Stehen zwei Elemente in Relation und zudem das zweite Element zu einem dritten Element in Relation, dann steht das erste Element zum dritten Element nicht in Relation. Z. B. ist jede natürliche Zahl {\displaystyle n} die (unmittelbare) Vorgängerin von {\displaystyle n+1} und {\displaystyle n+1} die (unmittelbare) Vorgängerin von {\displaystyle n+2,} aber {\displaystyle n} ist nicht (unmittelbare) Vorgängerin von {\displaystyle n+2.} |

Nichttransitivität (d. h. die Relation ist nicht transitiv), Intransitivität und negative Transitivität sind jeweils voneinander verschieden.
| Die Relation {\displaystyle R} heißt | genau dann, wenn (Prädikatenlogik)                 | oder gleichwertig (Mengenschreibweise)          | und das bedeutet:                                                                                         |
| ------------------------------------ | -------------------------------------------------- | ----------------------------------------------- | --- |
| reflexiv                             | {\displaystyle \forall a\in A\colon (a,a)\in R}    | {\displaystyle \mathrm {I} \subseteq R}         | Jedes Element steht in Relation zu sich selbst, z. B. ist stets {\displaystyle a\leq a.}                  |
| reflexiv                             | {\displaystyle \forall a\in A\colon (a,a)\in R}    | {\displaystyle \mathrm {I} \cap R=\mathrm {I} } | Jedes Element steht in Relation zu sich selbst, z. B. ist stets {\displaystyle a\leq a.}                  |
| irreflexiv                           | {\displaystyle \forall a\in A\colon (a,a)\notin R} | {\displaystyle \mathrm {I} \cap R=\emptyset }   | Kein Element steht in Relation zu sich selbst, z. B. gilt {\displaystyle a<a} für kein {\displaystyle a.} |

| Die Relation {\displaystyle R} heißt | genau dann, wenn (Prädikatenlogik)                                                                                          | oder gleichwertig (Mengenschreibweise)             | und das bedeutet: |
| ------------------------------------ | --- | -------------------------------------------------- | --- |
| symmetrisch                          | {\displaystyle {\begin{aligned}&\forall a,b\in A\colon \\&(a,b)\in R\;\Rightarrow \;(b,a)\in R\end{aligned}}}               | {\displaystyle R^{-1}\subseteq R}                  | Die Relation ist ungerichtet, z. B. folgt aus {\displaystyle a=b} stets {\displaystyle b=a} (und umgekehrt)                                                                            |
| symmetrisch                          | {\displaystyle {\begin{aligned}&\forall a,b\in A\colon \\&(a,b)\in R\;\Rightarrow \;(b,a)\in R\end{aligned}}}               | {\displaystyle R^{-1}=R}                           | Die Relation ist ungerichtet, z. B. folgt aus {\displaystyle a=b} stets {\displaystyle b=a} (und umgekehrt)                                                                            |
| antisymmetrisch bzw. identitiv       | {\displaystyle {\begin{aligned}&\forall a,b\in A\colon \\&(a,b)\in R\,\land \,(b,a)\in R\\&\Rightarrow \;a=b\end{aligned}}} | {\displaystyle R^{-1}\cap R\subseteq \mathrm {I} } | Es gibt keine zwei verschiedenen Elemente, die in beiden Richtungen in Relation stehen, z. B. folgt aus {\displaystyle a\leq b} und {\displaystyle b\leq a} stets {\displaystyle a=b.} |
| asymmetrisch                         | {\displaystyle {\begin{aligned}&\forall a,b\in A\colon \\&(a,b)\in R\;\Rightarrow \;(b,a)\notin R\end{aligned}}}            | {\displaystyle R^{-1}\cap R=\emptyset }            | Es gibt keine zwei Elemente, die in beiden Richtungen in Relation stehen, z. B. folgt aus {\displaystyle a<b} stets, dass {\displaystyle b<a} nicht gilt.                              |

| Die Relation {\displaystyle R} heißt | genau dann, wenn (Prädikatenlogik) | oder gleichwertig (Mengenschreibweise)                                                                                   | und das bedeutet: |
| ------------------------------------ | --- | --- | --- |
| total bzw. vollständig               | {\displaystyle {\begin{aligned}&\forall a,b\in A\colon \\&(a,b)\in R\,\lor \,(b,a)\in R\end{aligned}}}                                                                           | {\displaystyle R^{-1}\cup R=A\times A}                                                                                   | Je zwei Elemente stehen in Relation, z. B. wenn stets {\displaystyle a\leq b} oder {\displaystyle b\leq a} gilt.                                          |
| konnex bzw. verbunden                | {\displaystyle {\begin{aligned}&\forall a,b\in A\colon \\&a\neq b\\&\Rightarrow \;(a,b)\in R\,\lor \,(b,a)\in R\end{aligned}}}                                                   | {\displaystyle R^{-1}\cup R\cup \mathrm {I} =A\times A}                                                                  | Je zwei verschiedene Elemente stehen in Relation, z. B. wenn stets {\displaystyle a<b} oder {\displaystyle b<a} (für {\displaystyle a\neq b} ) gilt.      |
| trichotom                            | {\displaystyle {\begin{aligned}&\forall a,b\in A\colon \\&((a,b)\in R\Rightarrow (b,a)\notin R)\,\land \\&(a\neq b\\&\Rightarrow \;(a,b)\in R\,\lor \,(b,a)\in R)\end{aligned}}} | {\displaystyle {\begin{aligned}R^{-1}\cup R\cup \mathrm {I} &=A\times A\\\land \;R^{-1}\cap R&=\emptyset \end{aligned}}} | Je zwei verschiedene Elemente stehen stets auf genau eine Weise in Relation, z. B. wenn stets entweder {\displaystyle a<b} oder {\displaystyle b<a} gilt. |

Zwischen den Eigenschaften gelten folgende Zusammenhänge:
Zwischen den Eigenschaften einer Relation {\displaystyle R} und denen ihres Komplements {\displaystyle {\overline {R}}} bestehen folgende Zusammenhänge:
- {\displaystyle R} ist reflexiv {\displaystyle \iff } {\displaystyle {\overline {R}}} ist irreflexiv (und umgekehrt).
- {\displaystyle R} ist symmetrisch {\displaystyle \iff } {\displaystyle {\overline {R}}} ist symmetrisch.
- {\displaystyle R} ist antisymmetrisch {\displaystyle \iff } {\displaystyle {\overline {R}}} ist konnex (und umgekehrt).
- {\displaystyle R} ist total {\displaystyle \iff } {\displaystyle {\overline {R}}} ist asymmetrisch (und umgekehrt).[53]

## Klassen von Relationen

Zusammenhänge zwischen verschiedenen zweistelligen Relationen

Weitere wichtige Klassen von Relationen und ihre Eigenschaften:
- Quasiordnung oder Präordnung: transitiv und reflexiv
- Verträglichkeitsrelation oder Toleranzrelation: verträglich (reflexiv und symmetrisch)[54]  (englisch: im finiten Fall dependency relation, im transfiniten Fall tolerance relation).
- Äquivalenzrelation: transitiv, reflexiv und symmetrisch
- Halbordnung/Teilordnung, partielle Ordnung oder Ordnung: transitiv, reflexiv und antisymmetrisch.
- Vollordnung/Totalordnung oder lineare Ordnung: transitiv, reflexiv, antisymmetrisch und total
- Wohlordnung: eine lineare Ordnung, in der jede nichtleere Teilmenge von A ein kleinstes Element besitzt
- Striktordnung oder strenge Halbordnung/Teilordnung: transitiv, irreflexiv und antisymmetrisch (d. h. asymmetrisch)
- Strenge Vollordnung/Totalordnung oder lineare Striktordnung: transitiv, irreflexiv, antisymmetrisch und konnex

## Relationszeichen
In der elementaren Mathematik gibt es drei grundlegende Vergleichsrelationen:
1. {\displaystyle x<y} (Beispiel: {\displaystyle 2<3,} „2 ist kleiner als 3“)
2. {\displaystyle x=y} (Beispiel: {\displaystyle 3=3,} „3 ist gleich 3“)
3. {\displaystyle x>y} (Beispiel: {\displaystyle 3>2,} „3 ist größer als 2“)

mit {\displaystyle x,y\in \mathbb {R} }.
Zwei reelle Zahlen stehen immer in genau einer dieser Relationen zueinander. Mit diesen Relationszeichen lassen sich auch weitere bilden. Es gilt:
- {\displaystyle x\leq y}, falls {\displaystyle x<y} oder {\displaystyle x=y} (Beispiel: {\displaystyle 4\leq 5,} „4 ist nicht größer als 5“)
- {\displaystyle x\geq y}, falls {\displaystyle x>y} oder {\displaystyle x=y} (Beispiel: {\displaystyle 5\geq 5,} „5 ist nicht kleiner als 5“)
- {\displaystyle x\neq y}, falls {\displaystyle x<y} oder {\displaystyle x>y} (Beispiel: {\displaystyle 4\neq 5,} „4 ist nicht gleich 5“)

für alle {\displaystyle x,y\in \mathbb {R} }.
Für komplexe Zahlen existieren obige Ordnungsrelationen nicht.
Mathematiker verwenden das Zeichen ≤ auch für abstrakte Ordnungsrelationen (und ≥ für die zugehörige Umkehrrelation),
während „<“ keine Ordnungsrelation im Sinne der mathematischen Definition ist.
Für Äquivalenzrelationen werden „symmetrische“ Symbole wie ≈, ~, ≡ bevorzugt.

## Kategorientheorie
Für einen beliebigen Halbring {\displaystyle (H,+,\cdot )} mit Nullelement {\displaystyle 0} und Einselement {\displaystyle 1} ist folgendes {\displaystyle {\mathcal {C}}} eine Kategorie:
- {\displaystyle \mathrm {Ob} ({\mathcal {C}})=\mathrm {Ob} (\mathbf {Set} )}.
- Ein Morphismus {\displaystyle f\in \mathrm {Hom} _{\mathcal {C}}(X,Y)} ist eine Funktion {\displaystyle f\colon X\times Y\to H}.
- Für Objekte {\displaystyle X} gilt
{\displaystyle \mathrm {id} _{X}(x,x'):={\begin{cases}1&x=x'\\0&{\text{sonst}}\end{cases}}}.

Das ist identisch mit dem Kronecker-Delta: {\displaystyle \mathrm {id} _{X}(x,x')=\delta _{xx'}}.
- Für Objekte {\displaystyle X,Y,Z} und Morphismen {\displaystyle f\in \mathrm {Hom} _{\mathcal {C}}(Y,Z),\ g\in \mathrm {Hom} _{\mathcal {C}}(X,Y)} gilt
{\displaystyle (f\circ g)(x,z):=\sum _{y\in Y}g(x,y)\cdot f(y,z)}.

Die Morphismen sind also mengenindizierte Matrizen und ihre Komposition geschieht wie bei der Matrixmultiplikation, {\displaystyle \mathrm {id} _{x}} entspricht der Einheitsmatrix {\displaystyle E}.
Im Sonderfall {\displaystyle (H,+,\cdot )=(\{0,1\},\lor ,\land )} gilt {\displaystyle {\mathcal {C}}=\mathbf {Rel} }, d. h., {\displaystyle {\mathcal {C}}} ist die Kategorie der Relationen.

## Anwendung
Operationen auf ganzen Relationen werden in der relationalen Algebra untersucht. In der Informatik sind Relationen bei der Arbeit mit relationalen Datenbanken wichtig.